# Tommy Seymour

a Compétitions nationales et continentales officielles uniquement.

b Matchs officiels uniquement.
Dernière mise à jour le 19 juillet 2023.
Thomas Samuel Fenwick « Tommy » Seymour, né le 1er juillet 1988 à Nashville (Tennessee), aux États-Unis, est un joueur international écossais d'origine américaine de rugby à XV évoluant au poste d'ailier (1,83m pour 92kg). Il joue au sein de la franchise des Glasgow Warriors entre 2011 et 2021, ainsi qu'en équipe d'Écosse de 2013 à 2019.

## Biographie
Tommy Seymour est né à Nashville aux États-Unis, où il passe ses neuf premières années de vie. Mais sa famille déménage à la suite d'une mutation de son père, tout d'abord à Dubaï, où il vivra 18 mois, puis à Belfast en Irlande du Nord.
C'est avec la province de l'Ulster qu'il fait ses débuts dans le rugby professionnel en 2010. 
En 2011, il rejoint l'équipe des Glasgow Warriors. 
Écossais par sa mère, il est sélectionné avec le XV du Chardon en 2013. Il obtient sa première cape internationale le 15 juin 2013 à l'occasion d'un match contre l'Afrique du Sud à Nelspruit (Afrique du Sud). Il marque ses premiers points internationaux en inscrivant deux essais contre le Japon, le 9 novembre 2013 à Murrayfield.
Après 55 sélections et 100 points inscrits avec l'équipe d'Écosse, il annonce le 11 décembre 2019 sa retraite internationale.
En fin de saison 2020-2021, il annonce prendre sa retraite du rugby professionnel après cent-cinquante matchs joués avec les Warriors pour quarante-huit essais marqués, faisant de lui le deuxième meilleur marqueur d'essais de la province écossaise.

## Palmarès

### En club
- Finaliste du Pro12/14 en 2014 et 2019 avec les Glasgow Warriors.
- Vainqueur du Pro12 en 2015 avec les Glasgow Warriors.

## Statistiques en équipe nationale
- 55 sélections (55 fois titulaire)
- 100 points (20 essais)
- Sélections par année: 5 en 2013, 8 en 2014, 9 en 2015, 9 en 2016, 8 en 2017, 7 en 2018, 9 en 2019
- Tournois des Six Nations disputés: 2014, 2015, 2016, 2017, 2018, 2019

En Coupe du monde :
- 2015 : 4 sélections (Japon, Afrique du Sud, Samoa, Australie)
- 2019 : 3 sélections (Irlande, Russie, Japon), 1 essai (5 points)